# اجتثاث الستالينية في رومانيا
اجتثاث الستالينية في رومانيا كانت سلسلة من الإجراءات التي تمت لإزالة وإجتثاث الستالينية وعبادة الشخصية الخاصة بستالين في الفترة بين 1959 و 1965 في رومانيا. نفذت تلك الإجراءات عن طريق جيورجي جيورجيو ديج، وكانت تتضمن تلك السياسات تهميش اجتماعي للستالينيين، مثل انا باوكر، وحملة واسعة من الإفراجات عن المعتقلين السياسيين. وتم رد الأعتبار لعدد كبير من الشخصيات العامة والسياسيين الذين حاربوا من اجل الاستقلال في القرن ال19 والكتاب الذي تم تصنيفهم كـ (برجوازيين منحطين) قد سمح لهم بالنشر مرة اخري مثل تودور ارغيزي. تعتبر تلك الإجراءات بداية فترة التحرر في رومانيا الشيوعية التي سرعان ما انتهت في عام 1971 بعد أطروحات يوليو التي اعادت البلاد الي التوتاليتارية مرة اخري التي سميت باسم «التشاوشيسكية».

## التغييرات علي أسماء الأماكن
الكثير من المعالم، المعاهد والشركات قد تم تسميتها علي اسامي ستالين والأسامي الماركسية الشائعة، جنبا الي جنب مع اسامي ابطال الحزب الشيوعي الروماني ورموزه. أغلب تلك الاسامي قد تم تغييرها واعادة تسميتها خلال عقد الستينيات. بدأ هذا في 1962, عندما تم تغيير تقريبا كل الاسامي التي تحتوي علي كلمة ستالين بها: مثل مدينة براشوف التي كانت تسمي (أوراسول ستالين), رايونين (مديرية) في بوخاريست، 23 شركة وطنية، 28 شركة محلية، 26 تعاونية زراعية، خمس مدارس، 285 مكان ثقافي اجتماعي (مثل: النوادي والاستادات والمستشفيات الخ) و 541 طريق وشارع وحديقة.
بعض الأماكن التي تم تسميتها تيمنا بلينين قد تمت إعادة تسمييتها، لكن تم الإبقاء علي الكثير منها أيضا. السبب وراء إعادة تسمية تلك الأماكن كان لمحاولة احلال التوازن بين الأسماء الأجنبية والأسماء المحلية، ويعد هذا جزء من التقدم الذي حدث للشيوعية القومية في رومانيا.